# 酮酸中毒
酮酸中毒（英語：Ketoacidosis），是一种病理性代谢状态，标志为极高且无法控制的酮症。酮酸中毒的情况下，人体无法足够地控制酮类的产生，导致严重的酮酸堆积使得血液pH极大地降低。在极端情况下，酮酸中毒是可致命的。
酮酸中毒在未经治疗的1型糖尿病患者中最常见，当检测到对呼吸底物的需求时，肝脏作为应答而分解脂肪与蛋白质。长时间的酒精中毒可能会导致酒精性酮症酸中毒。
酮酸中毒可经患者的呼吸而闻得到——由于丙酮，是一种乙酰乙酸自发分解而成的直接副产物。它常被描述为闻起来像水果或指甲膏清洗剂。酮症也会被闻到，但其气味通常更细微些，这是因为丙酮含量较低。

## 病理生理学
酮体是由脂肪酸分解以及氨基酸脫氨作用而得来。人类产生的两种常见的酮体分别是乙酰乙酸与β-羟丁酸。

当人体通过脂肪酸代谢正产生大量的酮体（酮症）而人体产生的胰岛素不足够以减缓酮体产生时就会发生酮酸中毒。这些过量的酮体会显著地酸化血液。由于缺乏胰岛素而使高浓度葡萄糖存在于血中时（高血糖）会导致更高的酸性。在健康个体中这一情况通常不会发生，这是由于为回应升高的酮类/血糖浓度胰脏会产生胰岛素。
产生的酸性是由于在生理pH下如乙酰乙酸与β-羟丁酸等代谢物酮体会解离产生H+离子。
丙酮没有轻易可解离出的质子，因此在人类生物化学环境下是非酸性的。

## 病因学
两种常见的酮酸中毒分别是糖尿病性与酒精性酮症酸中毒。
在糖尿病病人中，酮酸中毒通常伴随着胰岛素缺失、高血糖与脱水。特别是在1型糖尿病人中，血流中缺乏胰岛素会阻止葡萄糖的吸收且会导致未受遏制的酮体产生（通过脂肪酸代谢），极有可能导致血液中的葡萄糖与酮类在危险水平上。高血糖会导致葡萄糖超过肾脏的阈值并泄漏到尿液中（超过了对葡萄糖的转运最大值）。继而的脱水是因为水会渗透性运动到尿液之中（渗透性利尿），这加重了酸中毒。
在酒精性酮酸中毒中，酒精导致脱水且阻断糖异生的第一步。人体在遇到对葡萄糖的需求时无法合成足够的葡萄糖，因而产生能量危机，从而代谢脂肪酸以及生成酮体。
生酮飲食或长时间的禁食也能够引起较轻的酮酸中毒。